# Deportivo Alavés
A Deportivo Alavés, rövidítve Alavés spanyolországi labdarúgóklubot 1921-ben alapították Vitoria-Gasteiz városában, Baszkföldön. 2017/18-ban az első osztályban szerepel, miután megnyerte a Segunda B 2015-16-os kiírását. A klub stadionja az Estadio Mendizorrotza, amely 19 500 néző befogadására alkalmas.

## Története
Az 1921-ben alapított csapat először az 1930-31-es szezonban játszhatott az első osztályban. Három év után kiesett, és sokáig a másod- illetve harmadosztályban szerepelt. Legközelebb 1954-ben szerepelt ismét az első ligában, ám ekkor is csak két évet. Ezután csak több, mint 40 év múlva, 1998-ban sikerült a feljutás. Bár ekkor is csak rövid ideig volt az első osztály tagja, ekkor érte el története legnagyobb sikerét. Az UEFA-kupában egészen a döntőig menetelt, ahol fordulatos mérkőzésen, többször is kiegyenlített, de végül hosszabbításban 5-4-es vereséget szenvedett a Liverpool FC csapatától. A 2002-03-as idény végén búcsúztak az élvonaltól, majd öt év múlva, a 2008-09-es bajnokság végén onnan is kiestek. Négy évet töltött az Alavés a harmadosztályban, mielőtt 2013-ban sikerült egy szinttel feljebb kapaszkodni. A 2015-16-os idényben (Vadócz Krisztián személyében magyar játékosa is volt a klubnak) végül sikerült vissza jutni a La ligába a másodosztályú bajnokság megnyerése után.

## Jelenlegi keret
| #  |     | Poszt | Név               |
| -- | --- | ----- | ----------------- |
| 1  | ESP | K     | Fernando Pacheco  |
| 2  | ESP | V     | Carlos Vigaray    |
| 3  | ESP | V     | Rubén Duarte      |
| 4  | BRA | V     | Rodrigo Ely       |
| 5  | ESP | V     | Víctor Laguardia  |
| 6  | CHI | V     | Guillermo Maripán |
| 7  | ESP | CS    | Rubén Sobrino     |
| 8  | ESP | KP    | Tomás Pina        |
| 9  | ESP | CS    | Geni              |
| 10 | SWE | CS    | John Guidetti     |
| 11 | ESP | CS    | Ibai Gómez        |
| 13 | ESP | K     | Antonio Sivera    |
| 14 | ESP | KP    | Burgui            |
| 15 | ESP | V     | Ximo Navarro      |

| #  |     | Poszt | Név                     |
| -- | --- | ----- | ----------------------- |
| 16 | COL | KP    | Daniel Alejandro Torres |
| 17 | ESP | V     | Adrián Marín Gómez      |
| 18 | ESP | CS    | Borja Bastón            |
| 19 | ESP | KP    | Manu García             |
| 20 | SRB | KP    | Darko Brašanac          |
| 21 | ESP | V     | Martín Aguirregabiria   |
| 22 | GHA | KP    | Mubarak Wakaso          |
| 23 | ESP | KP    | Jony Rodríguez          |
| 24 | GHA | KP    | Patrick Twumasi         |
| 26 | ESP | V     | Adrián Diéguez          |
| 27 | ESP | KP    | Antonio Perera          |
| 34 | ROM | CS    | Andrei Daniel Lupu      |

## Statisztika

### Az eddigi összes szezon
| Szezon  | Osztály | Poz. | Copa del Rey |
| ------- | ------- | ---- | ------------ |
| 1929    | 2ª      | 3.   |              |
| 1929/30 | 2ª      | 1.   |              |
| 1930/31 | 1ª      | 8.   |              |
| 1931/32 | 1ª      | 9.   |              |
| 1932/33 | 1ª      | 10.  |              |
| 1933/34 | 2ª      | 10.  |              |
| 1939/40 | 2ª      | 8.   |              |
| 1940/41 | 3ª      | 1.   |              |
| 1941/42 | 2ª      | 3.   |              |
| 1942/43 | 2ª      | 8.   |              |
| 1943/44 | 3ª      | 2.   |              |
| 1944/45 | 3ª      | 3.   |              |
| 1945/46 | 3ª      | 5.   |              |
| 1946/47 | 3ª      | 7.   |              |
| 1947/48 | 3ª      | 10.  |              |
| 1948/49 | 3ª      | 12.  |              |
| 1949/50 | 3ª      | 10.  |              |
| 1950/51 | 3ª      | 2.   |              |

| Szezon  | Osztály | Poz. | Copa del Rey |
| ------- | ------- | ---- | ------------ |
| 1951/52 | 2ª      | 9.   |              |
| 1952/53 | 2ª      | 4.   |              |
| 1953/54 | 2ª      | 1.   |              |
| 1954/55 | 1ª      | 10.  |              |
| 1955/56 | 1ª      | 14.  |              |
| 1956/57 | 2ª      | 5.   |              |
| 1957/58 | 2ª      | 7.   |              |
| 1958/59 | 2ª      | 13.  |              |
| 1959/60 | 2ª      | 13.  |              |
| 1960/61 | 3ª      | 1.   |              |
| 1961/62 | 2ª      | 4.   |              |
| 1962/63 | 2ª      | 8.   |              |
| 1963/64 | 2ª      | 16.  |              |
| 1964/65 | 3ª      | 1.   |              |
| 1965/66 | 3ª      | 3.   |              |
| 1966/67 | 3ª      | 7.   |              |
| 1967/68 | 3ª      | 1.   |              |
| 1968/69 | 2ª      | 14.  |              |

| Szezon  | Osztály | Poz. | Copa del Rey |
| ------- | ------- | ---- | ------------ |
| 1969/70 | 3ª      | 9.   |              |
| 1971/72 | 3ª      | 7.   |              |
| 1972/73 | 3ª      | 3.   |              |
| 1973/74 | 3ª      | 1.   |              |
| 1974/75 | 2ª      | 16.  |              |
| 1975/76 | 2ª      | 15.  |              |
| 1976/77 | 2ª      | 8.   |              |
| 1977/78 | 2ª      | 11.  |              |
| 1978/79 | 2ª      | 9.   |              |
| 1979/80 | 2ª      | 9.   |              |
| 1980/81 | 2ª      | 8.   |              |
| 1981/82 | 2ª      | 17.  |              |
| 1982/83 | 2ª      | 17.  |              |
| 1983/84 | 2ªB     | 3.   |              |
| 1984/85 | 2ªB     | 3.   |              |
| 1985/86 | 2ªB     | 5.   |              |
| 1986/87 | 3ª      | 7.   |              |
| 1987/88 | 3ª      | 8.   |              |
| 1988/89 | 3ª      | 2.   |              |
| 1989/90 | 3ª      | 1.   |              |

| Szezon  | Osztály | Poz. | Copa del Rey |
| ------- | ------- | ---- | ------------ |
| 1990/91 | 2ªB     | 2.   |              |
| 1991/92 | 2ªB     | 4.   |              |
| 1992/93 | 2ªB     | 1.   |              |
| 1993/94 | 2ªB     | 1.   |              |
| 1994/95 | 2ªB     | 1.   |              |
| 1995/96 | 2ª      | 7.   |              |
| 1996/97 | 2ª      | 13.  |              |
| 1997/98 | 2ª      | 1.   |              |
| 1998/99 | 1ª      | 16.  |              |
| 1999/00 | 1ª      | 6.   |              |
| 2000/01 | 1ª      | 10.  |              |
| 2001/02 | 1ª      | 7.   |              |
| 2002/03 | 1ª      | 19.  |              |
| 2003/04 | 2ª      | 4.   |              |
| 2004/05 | 2ª      | 3.   |              |
| 2005/06 | 1ª      | 18.  |              |
| 2006/07 | 2ª      | 17.  |              |
| 2007/08 | 2ª      | 17.  |              |
| 2008/09 | 2ª      | 19.  |              |
| 2009/10 | 2ªB     | 5.   |              |
| 2010/11 | 2ªB     |      | Első kör     |

### A legutóbbi szezonok részletes statisztikája
| Szezon    |    | Poz. | M  | Gy | D  | V  | RG | KG | P  | Kupa   | Nemzetközi | Nemzetközi | Megjegyzés |
| --------- | -- | ---- | -- | -- | -- | -- | -- | -- | -- | ------ | ---------- | ---------- | ---------- |
| 1998-1999 | 1D | 16   | 38 | 11 | 7  | 20 | 36 | 63 | 40 |        |            |            |            |
| 1999-2000 | 1D | 6    | 38 | 17 | 10 | 11 | 41 | 37 | 61 |        |            |            |            |
| 2000-2001 | 1D | 10   | 38 | 14 | 7  | 17 | 58 | 59 | 49 |        | UK         | Döntős     |            |
| 2001-2002 | 1D | 7    | 38 | 17 | 3  | 18 | 41 | 44 | 54 |        |            |            |            |
| 2002-2003 | 1D | 19   | 38 | 8  | 11 | 19 | 38 | 68 | 35 |        | UK         | 2. kör     | Kiesett    |
| 2003-2004 | 2D | 4    | 42 | 20 | 14 | 8  | 48 | 32 | 74 |        |            |            |            |
| 2004-2005 | 2D | 3    | 42 | 23 | 7  | 12 | 62 | 47 | 76 |        |            |            | Feljutott  |
| 2005-2006 | 1D | 18   | 38 | 9  | 12 | 17 | 35 | 54 | 39 | 3. kör |            |            | Kiesett    |
| 2006-2007 | 2D | 17   | 42 | 13 | 13 | 16 | 51 | 60 | 52 |        |            |            |            |
| 2007-2008 | 2D | 17   | 42 | 12 | 15 | 15 | 41 | 47 | 51 |        |            |            |            |
| 2008-2009 | 2D | 19   | 42 | 11 | 10 | 21 | 42 | 64 | 43 | 2. kör |            |            | Kiesett    |

## Sikerek
- UEFA-kupa
  - Ezüstérmes: 2000-01
- Segunda B
  - Bajnok: 1930, 1954, 1998, 2016
- Copa del Rey
  - Döntős: 2016-17

## Ismertebb edzők
- Puskás Ferenc
- Luis Astorga
- Luis Costa
- Irulegi
- Mané: 1984-85, 1997-2003
- José Mel
- Chuchi Cos

## Alavés B
A tartalékcsapat, a Deportivo Alavés B jelenleg Baszkföld első osztályában játszik. Legnagyobb sikere a harmadosztályú szereplés volt.